# مانبة (بدبدة)

تعديل مصدري - تعديل

مانبة هي إحدى قرى عزلة العبدة بمديرية بدبدة التابعة لمحافظة مأرب، بلغ تعداد سكانها 23 نسمة حسب تعداد اليمن لعام 2004.